# François Périnet
Pour les articles homonymes, voir Périnet.
Étienne François Périnet  (plus connu sous le nom de François Périnet, né le 10 prairial an XIII (30 mai 1805) , hameau du Planellet, à Mégève en Haute-Savoie, décédé le 21 septembre 1861 à Paris (10e arrondissement)) est un facteur français d'instruments à vent de la famille des cuivres, surtout connu pour son développement d'un système de pistons portant son nom.

## Biographie
François Périnet est originaire de Savoie. Il est le fils de Jean Pierre Périnet et de Marie Tissot. Il fait son apprentissage dans les années 1820 chez le facteur d'instruments Auguste Raoux, où il s'intéresse aux nouveaux cuivres à pistons produits en Allemagne, à la suite de l'invention des cors à pistons par Heinrich Stölzel et Friedrich Blühmel à partir de 1819. En 1829, François Périnet conçoit un nouveau modèle de cornet, ajoutant un troisième piston et lui permettant de jouer une gamme complète de notes.  La même année, il quitte Raoux et se met à son compte.

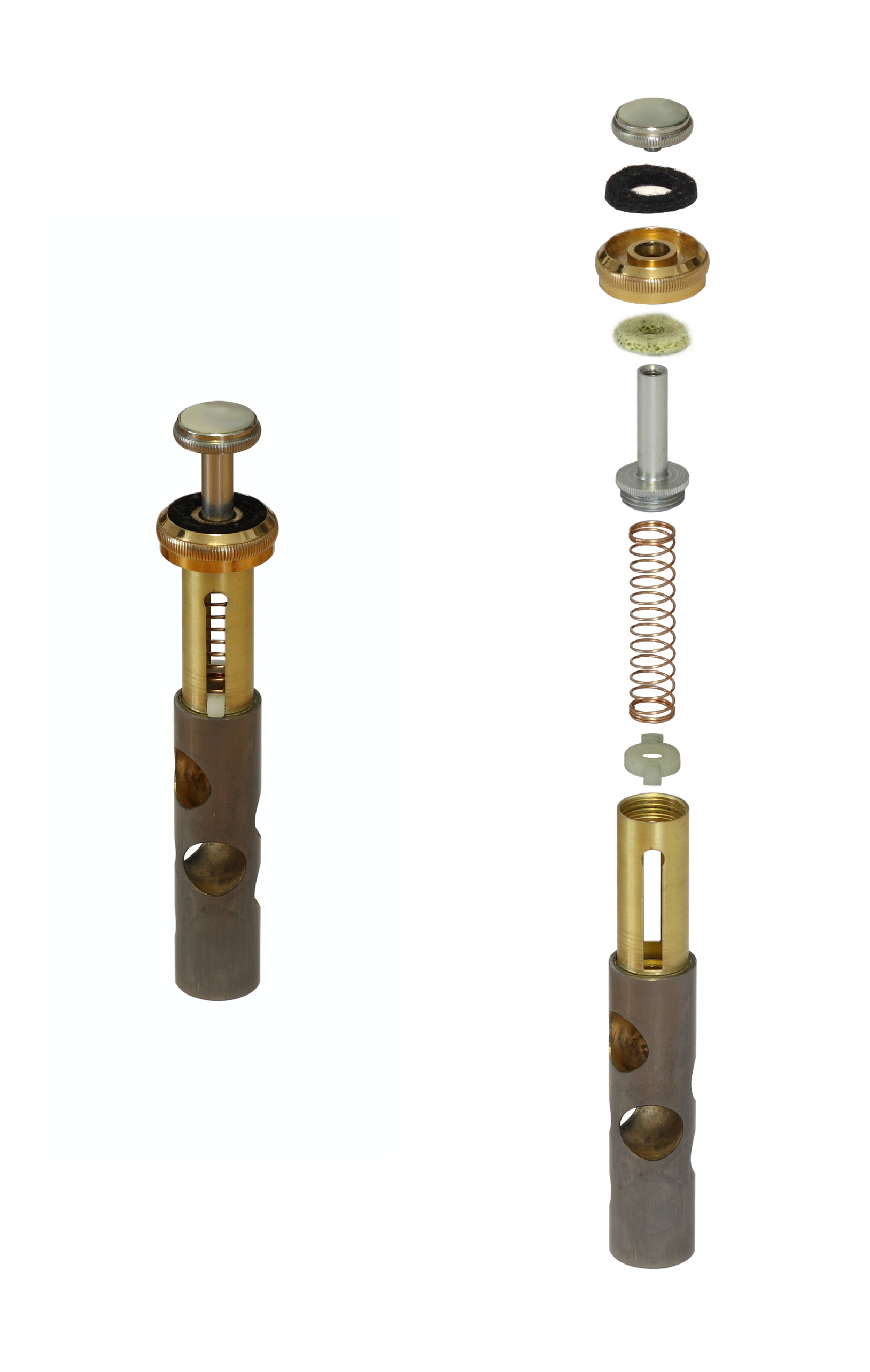
Anatomie d'un piston Périnet

En 1838, il fait breveter pour cinq ans un système de pistons à ouvertures décalées, connu sous le nom de « système Périnet » ;  c'est la base du système encore utilisé aujourd'hui pour la plupart des trompettes et des cuivres. 

« Le son est d’autant plus étendu et plein, qu’il rencontre moins d’obstacles dans son essor (...) les angles sont des obstacles au développement du son qu’ils absorbent en le divisant, et, qu’au contraire les courbes ou parties
arrondies sont la forme la plus favorable à l’émission du son »

— Périnet, Brevet (1838)
Il se marie le 10 mars 1856 dans le 9è arrondissement à Sophie Ursule Layez (née en 1825 à Paris).

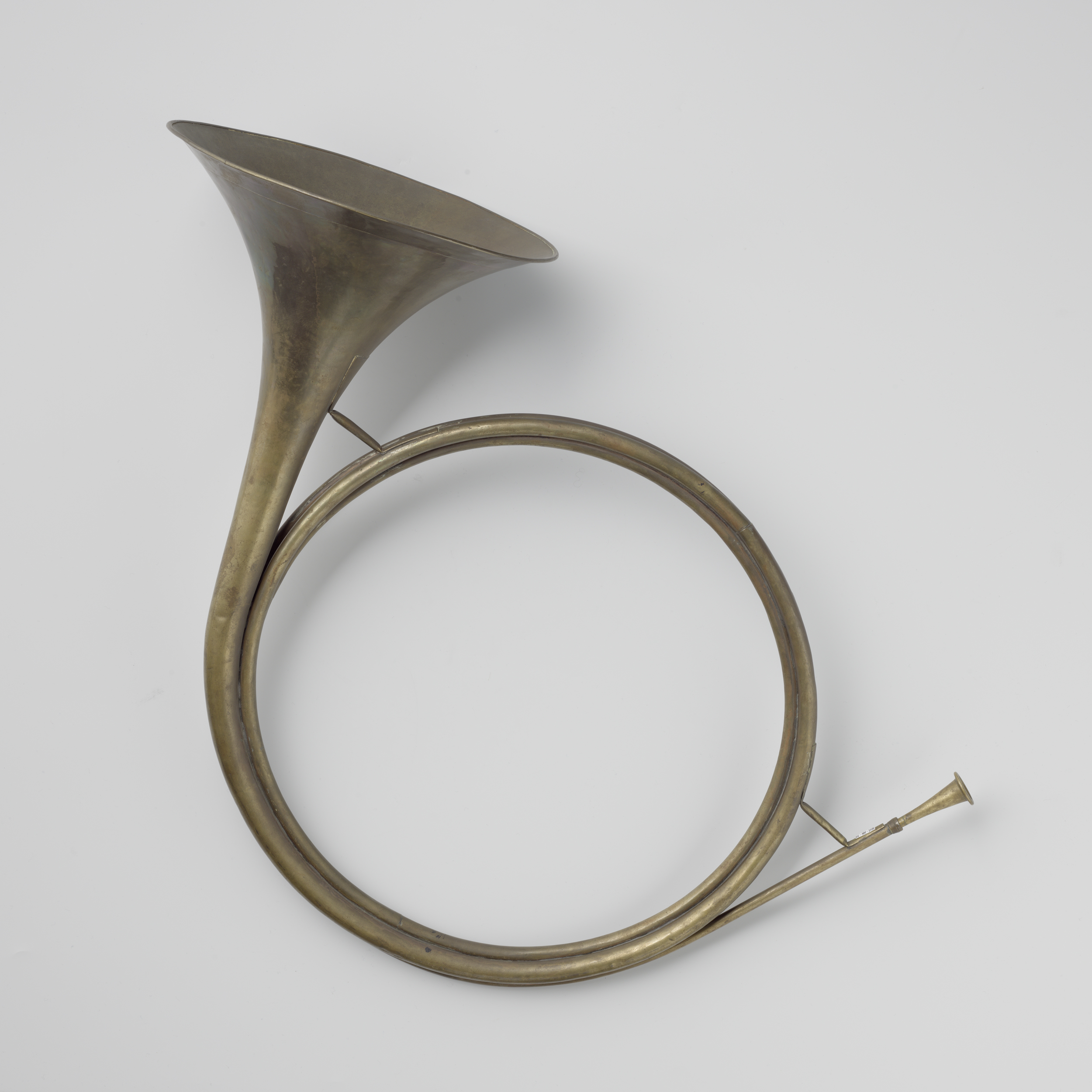
Cor naturel gravé: FRANCOIS PERINET, RUE BOURBON VILLENEUVE A PARIS. BREVETE. (ca. 1840)

La concurrence avec d'autres fabricants (notamment Adolphe Sax, qui obtient en 1845 le monopole de la fourniture d'instruments à l'armée et à de nombreux théâtres) oblige Périnet à vendre son entreprise en 1857.  C'est alors qu'il se détourne des instruments à pistons pour se consacrer à la fabrication de cor naturel et de trompe.  Il rouvre une entreprise sous le nom de « François Périnet, Pettex-Muffat & Cie » en 1859.  La société « Périnet » existe encore aujourd'hui, fabriquant des cors de chasse, bien que Périnet lui-même ait quitté l'entreprise au début des années 1860.
Il décède en 1861 à Paris.

## Inventions
Inventeur inspiré, François Périnet dépose plusieurs brevets:
- 1834 : brevet 1BA4492,  cornet à pistons.
- 1838 : brevet 1BA7078, améliorations apportées au cornet à piston et applicables aux trombones, cors, trompettes et autres instruments en cuivre et à piston.
- 1840 : brevet 1BA10267,  piston basse remplaçant l'ophicléide.
- 1845 : brevet 1BB1622, gril dans lequel la graisse et le jus de la viande qui grille, sans fumée et sans odeur, sont recueillis sans tomber sur le feu.